# Ligidium euxinum
Ligidium euxinum är en kräftdjursart som beskrevs av Karl Wilhelm Verhoeff 1918. Ligidium euxinum ingår i släktet Ligidium och familjen gisselgråsuggor.

## Underarter
Arten delas in i följande underarter:
- L. e. caucasium
- L. e. euxinum